# Audience response system

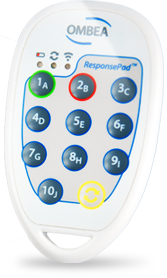
OMBEA ResponsePad - Audience Response System

L'Audience Response è un metodo di trasmissione di informazioni da un relatore al suo pubblico e viceversa, in tempo reale, basato su un sistema integrato software-hardware. 
I sistemi che prevedono un'interazione tra un pubblico e un relatore presenti nello stesso luogo combinano hardware wireless con software di presentazione, mentre i sistemi per gestire l'interazione a distanza possono sfruttare linee telefoniche o collegamenti web, in questi casi il pubblico può seguire l'evento attraverso trasmissioni televisive o connessioni internet.

## I processi di Audience Response con pubblico presente
Il relatore usa un computer e un proiettore per mostrare la propria presentazione al pubblico. Le slide di presentazione costruite attraverso i software di audience response mostrano i quesiti con le varie risposte possibili. Il pubblico partecipa selezionando la risposta che ritiene più opportuna premendo un pulsante sul dispositivo di voto di cui è stato dotato. Le risposte fornite sono quindi inviate- attraverso un apparecchio ricevente – al computer del relatore. Il software di audience response raccoglie ed analizza i dati forniti dal pubblico mostrando in tempo reale i risultati, attraverso grafici o tabelle, all'interno della stessa presentazione del relatore.
A seconda delle necessità del relatore e del tipo di presentazione i dati possono essere raccolti anonimamente (p.e. in caso di votazione con parità di poteri di voto) o si può individuare l'autore di una specifica risposta ad una specifica domanda (p.e. in caso di quiz a premi o verifiche dell'apprendimento). I dati acquisiti sono anche raccolti in un database gestito sempre dal software di audience response e possono essere utilizzati per ulteriori analisi successive allo svolgimento della presentazione.

## I benefici dell'Audience Response
Uno dei principali benefici di un Audience Response System (ARS) è la possibilità di ridurre l'influenza della folla sulle scelte individuali perché, diversamente dall'alzata di mano, per esempio, è difficile intuire da parte di chi sta votando quali risposte il resto del pubblico stia fornendo. L'Audience Response consente anche una più veloce organizzazione e gestione dei risultati delle scelte di preferenza rispetto ai più tradizionali sistemi manuali. Inoltre, sempre più eventi di formazione professionale e scolastica usano sistemi di Audience Response per gestire la verifica delle nozioni apprese, velocizzando e semplificandola la raccolta di dati necessari alle valutazioni.
L'Audience response offre molti benefici soprattutto durante meeting in cui partecipa un gran numero di persone. 
I benefici più evidenti sono:
1. Favorisce l'attenzione
2. Aumenta le possibilità di assimilare le nozioni
3. Consente un voto anonimo
4. Permette di individuare le scelte di ciascun partecipante
5. Fornisce risultati delle votazioni e dei sondaggi immediatamente
6. Velocizza le decisioni
7. Separa le scelte individuali dall'influenza del gruppo
8. Consente un metodo interattivo di apprendimento
9. Consente una successiva valutazione e analisi dei dati raccolti
10. Conferma immediatamente la comprensione dei punti chiave da parte del pubblico.

## Applicazioni
L'Audience response viene utilizzato in svariati campi e con diverse finalità. Alcuni esempi possono includere:
1. Insegnamento
2. Formazione aziendale
3. Controlli di Auto-valutazione
4. Elezione di candidati
5. Ricerche di mercato
6. Supporto alle decisioni
7. Quiz a premi
8. Eventi e Conferenze
9. Assemblea di azionisti o soci
10. Educazione Continua in Medicina (ECM)

## Audience Response System (ARS)
Un Audience Response System (ARS) consente che grandi gruppi di persone si esprimano su una questione o rispondano ad una domanda. Ogni persona ha un telecomando con cui può selezionare una scelta. Ogni telecomando comunica a distanza con un computer attraverso i dispositivi riceventi situati nel luogo dell'evento. Dopo un determinato tempo - o quando tutti i partecipanti hanno risposto - il sistema raccoglie ed elabora i risultati. Di solito i risultati sono immediatamente messi a disposizione dei partecipanti attraverso un grafico visualizzato sul proiettore. 
In situazioni in cui è richiesta l'identificazione dei votanti, ad esempio durante un quiz o un test di valutazione, il numero identificativo del telecomando viene associato al partecipante cui viene assegnato. In questo modo è possibile risalire alla risposta fornita da ciascun partecipante sia in tempo reale sia in un secondo tempo.
Oltre ad un proiettore ed alla presentazione preparata dal relatore, un tipico audience response system è costituito dai seguenti componenti:
1. telecomandi per la selezione del voto (uno per partecipante)
2. dispositivi wireless di ricezione dei dati (antenne)
3. un software di Audience Response

Hardware
La maggior parte degli audience response system usa un sistema hardware wireless. Le due principali tecnologie utilizzate nella trasmissione di dati dai telecomando al sistema di elaborazione delle preferenze sono: la trasmissione in radio frequenza e la trasmissione ad infrarossi. Un piccolo numero di sistemi offre anche un software basato su un browser che distribuisce i dati attraverso un indirizzo IP.
- Radio frequenza (RF)

Ideali per un gran numero di ambienti, i sistemi in RF possono gestire centinaia di preferenze espresse attraverso una singola antenna. Alcuni sistemi consentono di utilizzare più antenne per estendere l'ampiezza del numero dei votatori e velocizzare i tempi di raccolta dati. Poiché i dati viaggiano attraverso le frequenze radio i partecipanti devono stare semplicemente a portata di una delle antenne (50-100 metri). Alcuni sistemi avanzati consentono una serie di opzioni tra cui risposte multi-tasto, risposte multiple, invio di SMS, brevi risposte di testo (Si, No, Astensione) e persino votazioni in multi sala.
- Infrarossi (IR)

I sistemi di audience response via infrarossi danno il meglio di sé per situazioni che coinvolgono piccoli gruppi di persone. L'infrarosso utilizza la stessa tecnologia di un telecomando televisivo, per esempio, e quindi richiede una linea di vista tra il dispositivo ricevente e il telecomando che emette il segnale di voto. Questo tipo di interazione funziona bene per un singolo telecomando di voto ma rischia di creare interferenze se due segnali di voto giungono in contemporanea. Tipicamente, però, un sistema ad infrarossi risulta essere più affidabile dal punto di vista della sicurezza della trasmissione dei dati, ma non può consentire il ritorno di informazioni dall'antenna al dispositivo di voto.
Software
Un software di audience response consente al relatore di raccogliere i dati dei partecipanti, mostrare graficamente i risultati del voto in tempo reale ed esportare i dati per future analisi o valutazione dei voti. Di solito un relatore può creare e mostrare la sua intera presentazione utilizzando esclusivamente un software ARS, sia che la piattaforma software lavori da sola sia che possa gestire presentazioni in formato Microsoft PowerPoint o Keynote3.